# スタティステン

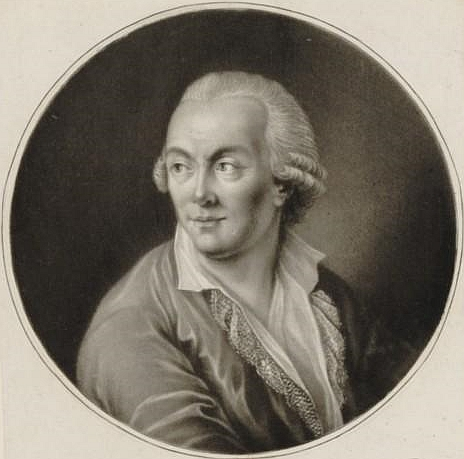
ヘンドリック・ファン・デア・ノート、1790年。

スタティステン（オランダ語: Statisten）は1789年から1790年にかけてのブラバント革命中に存在した、オーストリア領ネーデルラントにおける保守的な政治派閥だった。ヘンドリック・ファン・デア・ノート率いるスタティステンはヤン・フランス・フォンク率いる急進的なフォンキステンに激しく反対した。

## 歴史
スタティステンは神聖ローマ皇帝ヨーゼフ2世の改革を地域の自由の侵害とみなし、改革を覆すことを目的とした。1787年には小革命と呼ばれる一連の蜂起と暴動を起こしたが、オーストリア軍に鎮圧され、ファン・デア・ノート以下スタティステンはネーデルラント連邦共和国に追放された。スタティステンはベルギーの独立を支持したが、その主目的は地域の特権とカトリック教会の保護だった。ベルギー合衆国の建国が宣言された後、スタティステンはフォンキステンを政府から排除、海外追放させることに成功した。しかし1790年末までにハプスブルク家の統治が回復、スタティステンも権力の座から追われた。